# Communauté de communes de la Semine
Die Communauté de communes de la Semine ist ein ehemaliger französischer Gemeindeverband mit Rechtsform einer Communauté de communes im Département Haute-Savoie, dessen Verwaltungssitz sich in dem Ort Chêne-en-Semine befand. Der Name bezieht sich auf das Kalkplateau La Semine, das sich etwa 250 m über dem Talboden der Rhone erhebt. Seine natürlichen Begrenzungen waren im Norden und Westen die Rhone, im Süden der ebenfalls in das Plateau eingetiefte Fluss Les Usses sowie im Osten die Montagne de Vuache. Der Ende 2001 gegründete Gemeindeverband bestand aus sieben Gemeinden und zählte 3.627 Einwohner (Stand 2013) auf einer Fläche von 59,3 km2, sein Präsident war zuletzt Paul Rannard.

## Aufgaben
Zu den vorgeschriebenen Kompetenzen gehörten die Entwicklung und Förderung wirtschaftlicher Aktivitäten und des Tourismus sowie die Raumplanung auf Basis eines Schéma de Cohérence Territoriale. In Umweltbelangen betrieb der Gemeindeverband die Abwasserentsorgung, die Müllabfuhr und ‑entsorgung und war für den Gewässerschutz zuständig. Er betrieb außerdem den Schulbusverkehr.

## Historische Entwicklung
Mit Wirkung vom 1. Januar 2017 fusionierte der Gemeindeverband mit der Communauté de communes du Val des Usses und der Communauté de communes du Pays de Seyssel und bildete so die Nachfolgeorganisation Communauté de communes Usses et Rhône.

## Ehemalige Mitgliedsgemeinden
Folgende sieben Gemeinden gehörten der Communauté de communes de la Semine an:
| Gemeinde                | Einwohner 1. Januar 2022 | Fläche km² | Dichte Einw./km² | Code INSEE | Postleitzahl |
| ----------------------- | ------------------------ | ---------- | ---------------- | ---------- | ------------ |
| Chêne-en-Semine         | 526                      | 9,46       | 56               | 74068      | 74270        |
| Chessenaz               | 241                      | 5,23       | 46               | 74071      | 74270        |
| Clarafond-Arcine        | 1.053                    | 16,88      | 62               | 74077      | 74270        |
| Éloise                  | 935                      | 8,95       | 104              | 74109      | 01200        |
| Franclens               | 549                      | 5,37       | 102              | 74130      | 74910        |
| Saint-Germain-sur-Rhône | 644                      | 7,85       | 82               | 74235      | 01200        |
| Vanzy                   | 350                      | 5,57       | 63               | 74291      | 74270        |